# Grevenmacher
Grevenmacher é uma comuna de Luxemburgo com status de cidade, pertencente ao distrito de Grevenmacher e ao cantão de Grevenmacher.

## Demografia
Dados do censo de 15 de fevereiro de 2001:
- população total: 3.734
  - homens: 1.777
  - mulheres: 1.957
- densidade: 226,58 hab./km²
- distribuição por nacionalidade:

| Nacionalidade  | População | %      |
| -------------- | --------- | ------ |
| luxemburgueses | 2.364     | 63,31% |
| estrangeiros   | 1.370     | 36,69% |
| - portugueses  | 556       | 14,89% |
| - franceses    | 103       | 2,76%  |
| - italianos    | 65        | 1,74%  |
| - belgas       | 81        | 2,17%  |
| - alemães      | 279       | 7,47%  |
| - iuguslavos   | 55        | 1,47%  |
| - outros       | 231       | 6,19%  |

- Crescimento populacional:

| Ano  | População |
| ---- | --------- |
| 2001 | 3.734     |
| 2002 | 3.779     |
| 2003 | 3.889     |
| 2004 | 3.952     |
| 2005 | 3.966     |